# Proletarisk Bonapartisme
Proletarisk Bonapartisme - Trotskistisk teori udviklet af Leon Trotskij. Teorien omhandler degenereringen af Sovjetunionen under Stalin.
Efter Stalins magtovertagelse vurderede trotskisterne at Sovjet-unionen efterhånden ændrede karakter fra den oprindelige sunde arbejderstat til en degenereret arbejderstat (degenereret fordi den oprindelig havde været sund, hvorimod f.eks. DDR kaldtes for en deform arbejderstat da den aldrig havde været sund). Oprindeligt havde Sovjetunionen fungeret efter en demokratisk planøkonomi hvor magten lå direkte i hænderne på arbejderklassen og flertallet af befolkningen gennem fabriksråd, sovjetter (russisk for råd) og lignende direkte valgte råd. Men under Stalin udviklede Sovjetunionen sig til at blive kontrolleret mere og mere af uvalgte bureaukrater og funktionærer der hævede deres levestandard langt over befolkningens. Sovjetunionen var stadig styret af en planøkonomi, men denne blev nu styret bureaukratisk og over-centraliseret imodsætning til den oprindeligt demokratiske planlagte økonomi hvor en central planlægning kombineredes med udstrakt selvbestemmelse på fabrikker og lokalt niveau.
Dette fænomen beskrev Trotskij som proletarisk bonapartisme med reference til Marx definition af Bonapartisme som et system hvor staten er i stand til at hæve sig over klassekampen da ingen af klasserne er i stand til at vinde en afgørende sejr og hvor staten efterfølgende slår ned på aktive revolutionære samtidig med at de igennem omfattende reformer inkorporere/pacificere den revolutionære befolkning under sig. I sovjetunionen stod klassekampen mellem en arbejderklasse der på den ene side havde vundet oktoberrevolutionen, men var træt og svækket af årevis af borgerkrig og mislykkedes forsøg på at sprede revolutionen til andre dele af verden og samtidig levede i et udviklingsmæssigt tilbagestående Rusland der ikke var i stand til at opfylde alle de daglige behov. På den anden side stod kapitalistklassen der var svækket pga. revolutionen, men på vej tilbage som en følge af NEP-politikken og Sovjetunionens tilbageståenhed og isolation. Da ingen af klasserne afgørende kunne besejre hinanden på dette tidspunkt hævede statsbureaukratiet sig over samfundet og balancerede mellem de to klasser på skift. Dette førte til et system hvor kapitalismen var afskaffet, men den politiske magt ikke var i arbejderklassens hænder. For trotskister er det her man skal finde årsagen til at Sovjetunionens senere brød sammen og de økonomiske problemer der herskede i de bureaukratiske planøkonomier. Trotskij udtalte bl.a. i denne sammenhæng i hans bog "Revolutionen Forrådt" at "en planøkonomi har brug for demokrati som kroppen har brug for ilt."
Iforhold til den politiske kamp anførte Trotskij med teorien at hvorimod kampen i de kapitalistiske lande stod om både den økonomiske og politiske magt så var det kun den politiske magt man måtte erobre i proletarisk bonapartiske stater. Dette skyldes at økonomien allerede var underlagt en statslig plan og at det derfor blot handlede om at erobre kontrollen over staten i arbejderklassens hænder under demokrati.